# Sioux
Pour les articles homonymes, voir Sioux (homonymie).
Les Sioux sont un important groupe ethnique et linguistique autochtone de la région centrale et du sud-orientale de l'Amérique du Nord, parlant originellement des langues dites « siouanes ». Le peuple sioux est souvent subdivisé en deux sous-groupes :
- les Catobas aujourd'hui presque disparus (il existe encore une petite réserve en Caroline du Sud)[2] ;
- la grande famille sioux, qui comporte elle-même d'autres subdivisions (chiwere, dhegiha, winnebago, mandan, etc.).

Le même nom « sioux » est utilisé pour indiquer un groupe spécifique de tribus, culturellement et linguistiquement très proches : Lakotas, Nakotas et Dakotas, noms qui signifient tous « alliés ». Le présent article traite fondamentalement ce deuxième usage du terme.

## Terminologie
Les Sioux s'appellent entre eux « Oceti sakowin oyate », « le Peuple des Sept Feux » ou « le Conseil des Sept feux », en référence à leurs sept divisions politiques d'origine.
Quoique ce point soit incertain et discuté, le mot « sioux » proviendrait de l'expression « nadowe-is-iw-ug », qui, dans la langue des Ojibwés, signifierait « ennemis (nadowe) petits (is) ils sont (iw ug) », parce que les Iroquois leur paraissaient des ennemis beaucoup plus dangereux. Ce terme a été repris par les Français au XVIIe siècle, et ensuite adopté par les Sioux eux-mêmes, mais aujourd'hui, ils préfèrent réutiliser leurs noms d'origine en disant « je suis lakota », « dakota » ou, très rarement, « nakota »,. « Nadowe-is-iw-ug » serait donc à l'origine un terme péjoratif que les Ojibwés et les Saulteaux, leurs parents des grandes plaines, utilisaient pour désigner les peuplades voisines dont les Blancs s'enquéraient de savoir le nom ; par simplification linguistique il n'en serait resté que le terme sioux qui aurait perdu ce sens péjoratif[réf. nécessaire].

## Tribus

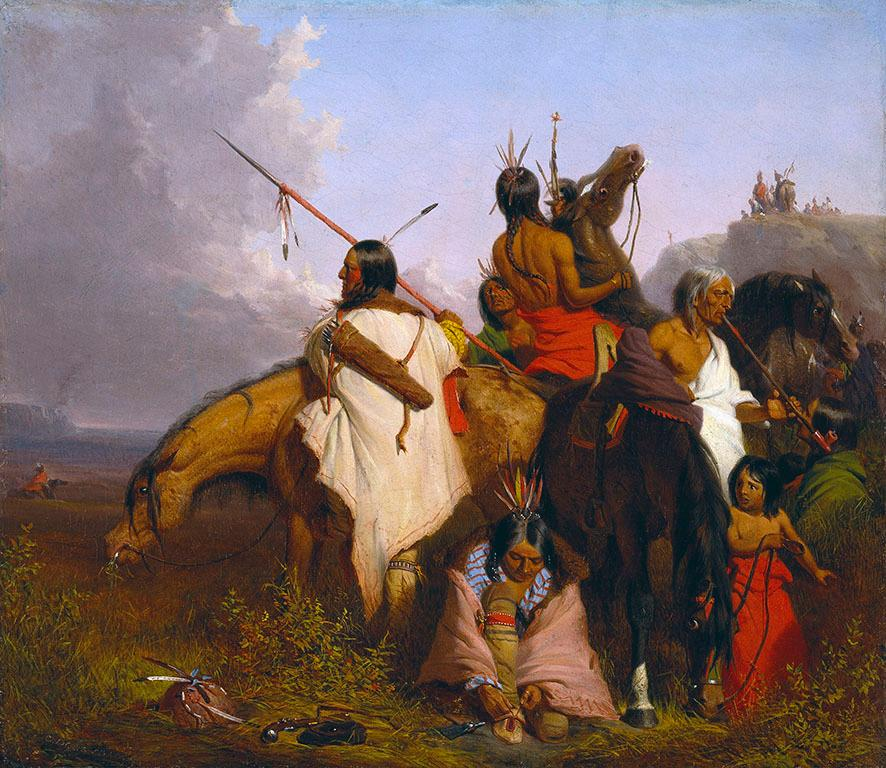
Indian Group. Peinture de Charles Deas représentant des Sioux, vers 1845.

Les Sioux se partagent en trois grands groupes ethniques, à leur tour subdivisés en plusieurs sous-groupes qui constituaient les « sept feux du conseil » d'origine :
Les Dakotas ou Isantis, anglicisé en Santee (territoire traditionnel dans le Minnesota) qui comprennent :
- Sisseton ;
- Wahpetons ;
- Wahpekutes ;
- Mdewakantons (« Ils habitent le lac sacré »). Spirit Lake tribe (Réserve de Devil's Lake - Dakota du Nord), Réserve de Shakopee-Mdewankanton (Minnesota) et Flandreau Santee Sioux Tribe (Réserve de Flandreau - Dakota du Sud).

Les Nakotas ou Ihanktuns (« village au bout ») ou Yankton en anglais (territoire national dans les Dakota) qui comprennent (ou comprenaient) :
- Yanktons « Iyanktonwan » (« Ils habitent au bout ») ;
- Yanktonnais « Iyanktonwanna» (« Les petits Yankton »).

Les Lakotas ou Titunwans (« peuple de la prairie ») ou Tetons en anglais (territoire traditionnel Dakota/Wyoming) qui constituaient à l’origine l’un des sept feux du conseil, mais qui se subdivisèrent au XVIIIe siècle, après leur émigration vers les grandes plaines, en sept groupes :
- Hunkpapas (« Ils campent à l'entrée »). Leurs plus grands chefs sont Sitting Bull et Gall ;
- Oglalas (« Ils se dispersent »). Ils comptaient parmi eux les chefs Red Cloud et Crazy Horse ainsi que l'homme médecine Black Elk ;
- Sicangu (« Cuisses brûlées » ou « brulés »). Le chef Spotted Tail était des leurs ;
- Minneconjous « Mnikwojupi» (« Ils plantent près de l'eau »). Le chef Big Foot est tristement célèbre car c'est sa bande qui fut massacrée lors du massacre de Wounded Knee ;
- Itazipacolas (« Sans-Arcs ») ;
- Oohenunpas (« Deux fois bouilli » ou « Deux chaudrons »), Two Kettles en anglais ;
- Sihasapas, (« Pieds noirs »), appelés Blackfoot Sioux en anglais, à ne pas confondre avec le peuple algonquin des Blackfoot).

Les Assiniboins faisaient originairement partie des Hunkpatina-Yanktonnais, mais plus tard ils se détachèrent de leur peuple d’origine pour se déplacer vers les régions canadiennes du Manitoba et de la Saskatchewan, où ils gardèrent leur idiome nakota et entrèrent dans un état de guerre permanente avec tout le reste de l’ancienne confédération sioux, gagnant à juste titre le nom de Hohes (rebelles) ; ils peuvent être ainsi classifiés :
- Assiniboines ;
- Stoneys[7].

## Réserves
| Réserves             | Tribus                                                      | Localisations                | Population, |
| -------------------- | ----------------------------------------------------------- | ---------------------------- | ----------- |
| Fort Peck            | Hunkpapas, Yanktonnais, Sisseton, Wahpetons et Assiniboines | Montana                      | 10 238      |
| Spirit Lake          | Sisseton, Wahpetons et Yanktonnais                          | Dakota du Nord               | 4 323       |
| Standing Rock        | Yanktonnais et Hunkpapas                                    | Dakota du Nord Dakota du Sud | 8 542       |
| Lake Traverse        | Sisseton et Wahpetons                                       | Dakota du Nord Dakota du Sud | 11 203      |
| Flandreau            | Wahpekutes, Mdewakantons et Wahpetons                       | Dakota du Sud                | 483         |
| Cheyenne River       | Minneconjous, Oohenunpas, Sans-Arcs et Sihasapas            | Dakota du Sud                | 8 399       |
| Crow Creek           | Yanktonnais                                                 | Dakota du Sud                | 2 150       |
| Lower Brule          | Sicangu                                                     | Dakota du Sud                | 1 517       |
| Yankton              | Yanktons                                                    | Dakota du Sud                | 6 498       |
| Pine Ridge           | Oglalas                                                     | Dakota du Sud                | 19 541      |
| Rosebud              | Sicangu                                                     | Dakota du Sud                | 11 268      |
| Upper Sioux          | Sisseton, Wahpetons et Mdewakantons                         | Minnesota                    | 191         |
| Lower Sioux          | Wahpekutes et Mdewakantons                                  | Minnesota                    | 422         |
| Shakopee-Mdewakanton | Wahpekutes et Mdewakantons                                  | Minnesota                    | 602         |
| Prairie Island       | Wahpekutes et Mdewakantons                                  | Minnesota                    | 173         |
| Santee Sioux         | Wahpekutes et Mdewakantons                                  | Nebraska                     | 1 051       |
| Sioux Valley         | Sisseton, Wahpetons, Mdewakantons et Wahpekutes             | Manitoba                     | 1 028       |
| Dakota Plains        | Sisseton et Wahpetons                                       | Manitoba                     | 76          |
| Dakota Tipi          | Wahpetons                                                   | Manitoba                     | 156         |
| Birdtail Sioux       | Yanktonnais, Wahpekutes, Mdewakantons                       | Manitoba                     | 411         |
| Canupawakpa Dakota   | Yanktonnais, Wahpekutes, Wahpetons                          | Manitoba                     | 305         |
| Standing Buffalo     | Sisseton et Wahpetons                                       | Saskatchewan                 | 569         |
| Whitecap             | Sisseton et Wahpetons                                       | Saskatchewan                 | 455         |
| Wood Mountain        | Hunkpapas, Assiniboines                                     | Saskatchewan                 | 20          |

## Histoire

### Les Sept feux
Les Sioux sont issus d'une population qui habitait au Ve siècle sur le cours moyen du Mississippi et a en partie migré au VIIIe siècle vers les sources de ce fleuve. Elle y adopte un mode de vie typique d'un milieu où domine le taillis, la « civilisation sylvicole tardive », tout en développant une technique de poterie héritée de la « civilisation du Mississippi ». Ce mélange difficile à interpréter est qualifié de « civilisation Oneota », du nom du site archéologique d'Oneota (en), lequel se trouve à l'entrée du lac Supérieur.
Au début du XIVe siècle, durant le Petit Âge glaciaire, des descendants de cette population de type « Oneota » constituent dans ce qui est aujourd'hui l'État du Minnesota une union politique et se dotent d'une instance représentative, le Conseil des sept foyers, Očhéthi Šakówiŋ [oˈtʃʰetʰi ʃaˈkowĩ]. Le cœur de leur territoire est le bassin de la « rivière de l'Esprit », Watpa waḳaŋà, à l'est du cours supérieur de la « rivière des chutes », Hahawakpa, dans la région des lacs « de l'Esprit », Mde waḳaŋ, et Sangsue. Barrée au sud par les chutes Saint-Antoine, Owahmenah, c'est une zone boisée d'étangs, de lacs, de marais et de rivières qui les tient à l'abri d'une pénétration étrangère et en même temps facilite les déplacements entre habitants, par voie d'eau.
Au milieu du XVIIe siècle, époque de leurs premiers contacts directs avec les Européens, les Sioux sont nomades et habitent des tipis. Ils forment une société guerrière organisée en tribus mais ils pratiquent parfois la guerre comme un sport, se contentant souvent de toucher l'adversaire sans le blesser. Contrairement à leurs voisins, ils ne cherchent pas à se procurer une main d'œuvre esclave. Le déséquilibre démographique en faveur des femmes, environ sept pour un, est réglé par une polygamie qui favorise au sein des ménages les jalousies et l'adultère. Les femmes, et non les hommes, en sont punies par un scalp partiel à vif, en rond, et le tranchement du cartilage du nez, traduction moins d'une inégalités hommes-femmes que d'une inégalité entre femmes.
Les Sioux se rencontrent déjà en dehors de leur zone d'origine, jusque dans les futurs Wisconsin et Iowa. Ils mènent leurs raids meurtriers contre les Illinois dans ce qui est aujourd'hui l'État du même nom. Ils se regroupent l'hiver en gros villages abrités dans les vallées et en été forment des campements de chasse. Ils alternent ainsi un peu de culture de maïs et de légumes secs, la cueillette du riz sauvage et des baies sauvages, la récolte du sirop d'érable, la pêche et la chasse, au chevreuil mais principalement aux bisons, qui sont alors présents dans les clairières du haut Mississippi.
Ces migrations saisonnières se font en travois tirés par des chiens, et à partir de la fin du XVIIe siècle par des « gros chiens », nom qu'ils donnent aux chevaux. Ceux-ci, introduits en 1540 par les conquistadors de Francisco Vásquez de Coronado, sont élevés et vendus par des peuples plus ou moins lointains, tels les Utes. Comme dans d'autres régions du monde où la nourriture est abondante, les autochtones ne pratiquent pas la métallurgie, les outils de pierre étant plus efficaces pour un coût de fabrication minime, mais les bijoux en cuivre sont prisés. Les échanges avec les tribus agricoles voisines restent cependant essentiels à l'équilibre alimentaire et la survie des chasseurs-cueilleurs que sont alors les Sioux.

### Découverte du fusil et des Européens (1630-1674)

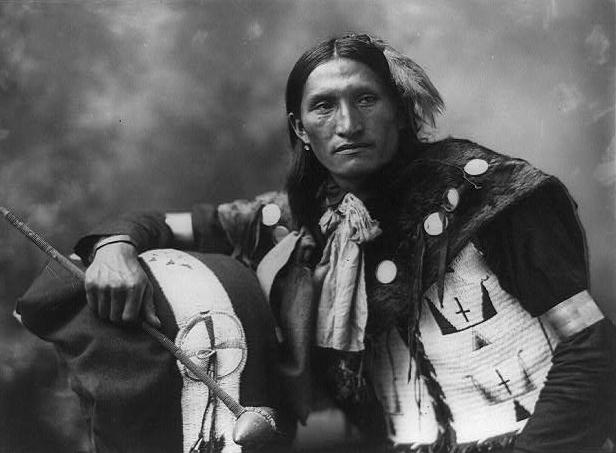
Eddie Plenty Holes, un Sioux photographié vers 1899.

Les Sioux ont leurs premiers contacts avec la civilisation européenne par l'intermédiaire des coureurs des bois français, qui vivent en fait au cours de leurs déplacements comme les autochtones, épousant souvent des squaws et ayant des enfants « métchifs ». Ces « Sauvages » sont mentionnés par Jean Nicolet puis en 1642 par Jérôme Lalemant sous le nom d'ojiboué que leur donnent péjorativement les Sauteux de Nadouessioux.
La frontière orientale de leur territoire est alors à un jour de marche du lac Supérieur, dont la baie de Chagouamigon est explorée en 1658 par Médard des Groseilliers et Pierre-Esprit Radisson. C'est à la fin de l'hiver 1659, que les deux trappeurs fument le calumet de la paix avec huit ambassadeurs de la « nation du Bœuf », c'est-à-dire du bison, venus chacun accompagné de deux épouses traiter avec les Sauteux. Invités à pénétrer en territoire nadouessious, ils participent au printemps 1660 aux cérémonies d'une grande assemblée réunissant plusieurs bandes et sont solennellement adoptés. Leurs « tonnerres » sont convoités.
Toutefois, les deux hommes, dont le retour sera espéré, s'en vont découvrir les Assiniboines avant de repartir vers Trois-Rivières, puis Québec, où leurs soixante canoës remplis de peaux conduits par trois cents Algonquins créent la stupéfaction. Bientôt les autochtones voient sur les traces de leurs invités arriver ceux qu'ils appellent, tel le père Ménard, des « Robes noires ». Ces pêcheurs d'âmes ne se déplacent pas sans être encadrés par de jeunes chasseurs qui se transforment à partir de 1668 en chefs de comptoirs clandestins, organisent le troc et tentent d'échapper toujours plus loin vers le territoire giboyeux des Nadouessioux au monopole de la Compagnie française des Indes occidentales. Le fusil crée, via Anvers dont le commerce n'est en rien freiné par la guerre de Hollande, un marché transcontinental basé sur la traite des fourrures, qui prospère durant les dix-sept années d'accalmie que connaît la guerre franco iroquoise et en moins de dix ans va bouleverser l'économie des Nadouessioux.

### Le boum de la fourrure (1675-1685)
Vaincus en 1667 par le gouverneur de la Nouvelle-France Alexandre de Tracy, les Agniers, depuis longtemps fournis en armes à feu par la colonie de Nouvelle-Néerlande, s'impliquent fortement dans la guerre du Roi Philip et en 1677 c'est l'ensemble des Iroquois qui noue avec la Confédération de Nouvelle-Angleterre une alliance amenée à durer. À la recherche de castors, ils lancent toujours plus loin vers l'ouest des expéditions pour faire de la prairie située à l'ouest des Appalaches leur terrain de chasse exclusif et en expulser année après année les Ofogoulas et les Arcansas. Il n'est pas jusqu'aux Mascoutins, qui habitent entre les Nadouessioux et la rive sud-ouest du lac Dauphin, qui ne craignent d'être victimes du cannibalisme des Iroquois.
Cette année 1677, ce sont les Atchachakangouens, principale composante des Miamis, qui fuient. Ils passent sur la rive occidentale du Mississippi. À l'été suivant, le missionnaire Claude-Jean Allouez, qui est reconnu comme un « grand homme » de moindre pouvoir et distribue le baptême par dizaines, part de la Mission Saint-François-Xavier explorer la région à l'ouest du lac des Puants. Il assiste les Sacs dans leur guerre contre leurs voisins occidentaux, les Santis, qui sont les Sioux orientaux. Plus au sud, les Atchachakangouens s'avancent à leur tour dans le territoire qu'une fraction des Santis, les Wahpetons, répartis en trois villages, partagent alors avec des Otos et des Mascoutins entre l'embouchure du Wisconsin et les sources des rivières Iowa et Des Moines, soit le nord-est de l'actuel État de l'Iowa.
En 1679, le père Allouez intervient et propose aux Miamis qu'ils se retirent du pays nadouessious, s'installent à l'est des Illinois et ainsi s'opposent à la conquête iroquoise. Des négociations sont mêmes entamées durant l'été pour faire adopter ces Miamis par les Tsonnontouans, une des nations iroquoises, et les faire ainsi entrer dans la Ligue de la longue maison. Les pourparlers échouent mais Monso, un des chefs des Mascoutins alliés aux Miamis, y voit une trahison et se persuade que les Français, plus intéressés par une voie vers l'ouest, n'ambitionnent que de fournir des armes à feu aux Nadouessioux pour qu'ils exterminent son peuple et tous les Illinois, quand les Iroquois en feraient autant par l'est.
Le soir du 29 février 1680, le missionnaire Louis Hennepin et deux soldats, Antoine Auguelle et Michel Accault, partent de Fort Crèvecœur en canoë sur ordre de Cavelier de la Salle descendre le cours aval de la rivière des Illinois, moins pour le motif scientifique affiché que dans un but commercial. Le 11 avril 1680, ils sont capturés au confluent avec le Mississippi, qu'avait franchi sept ans plus tôt Louis Jolliet, par une centaine de guerriers Santis. Les trente trois canoës nadouessioux sont à la poursuite de Miamis qui ont commis pendant l'hiver plusieurs incursions meurtrières et cherchent refuge chez les Illinois. Les trois hommes sont retenus plusieurs mois au « village de la feuillée ». Ce séjour auprès des « Issantis » est l'occasion d'apprendre leur langue et de recueillir des renseignements géographiques, sur les peuplades voisines, le réseau fluvial, l'existence des montagnes Rocheuses voire d'un fantasmatique accès maritime vers le Japon. Libérés par l'approche de l'hiver, les explorateurs sont récupérés par Daniel du Lhut venu les réclamer et s'en retournent à Fort Buade.
Le 1er mai 1682, Louis XIV, nomme Antoine Lefèbvre de La Barre gouverneur de la Nouvelle-France. L' « Onontio Goa » donne personnellement des instructions, réglementer le commerce des fourrures en le confiant à des « voyageurs » agréés, empêcher les facteurs de trouble que sont les incursions des coureurs des bois en territoire nadouessious et encourager les colons à se tourner vers l'agriculture. Trois ans plus tard, en 1685, l'expédition du bourguignon Nicolas Perrot, partie de La Baye et guidée par les Anichinabés du Conseil des Trois Feux, hiverne à Fort Perrot et l'année suivante la frontière de la Nouvelle-France est établie à Fort Saint-Antoine, au sud est du territoire nadouessious, chez les Mesquakies.
En 1695, Pierre-Charles Le Sueur ramène un chef Sioux à Montréal afin d'y sceller une alliance avec  cette puissante nation.

### Une conquête de l'ouest indigène (XVIIIeetXIXesiècles)
Au cours du XVIIIe siècle, les bandes sioux, probablement chassées par les conflits alors endémiques autour des Grands Lacs et le développement des épidémies qui déciment les tribus voisines, commencent leur migration vers l'Ouest. Ce mouvement au-delà du Mississippi est également motivé par l'abondance du bison et par l'apparition du cheval, venu des plaines du Sud, où les Amérindiens l'ont adopté lorsqu'il est apparu avec l'arrivée des Espagnols, au XVIe siècle.
Au cours du XVIIIe siècle, les tribus sioux se constituent un véritable « empire » dans l'Ouest en repoussant les Crows vers les montagnes Rocheuses, et les Pawnees sur la rivière Platte. Sous la pression des tribus ojibwés (parmi les premiers à obtenir des armes à feu), ils se déplacent plus à l’ouest, poussant devant eux les Cheyennes, les Omahas, les Crows et d’autres tribus plus petites. Ils envahissent rapidement tout l’ouest et le sud-ouest du pays après l’acquisition de chevaux et de fusils.
Vers 1750, ils traversèrent le Mississippi et envahirent les Black Hills (Paha Sapa en lakota). Les Sioux arrivent peu de temps après les Cheyennes dans la région des Black Hills. Grâce notamment à la puissance que leur confèrent les armes à feu issues du commerce avec les Blancs (Wasichus en lakota), ils s'imposent rapidement comme étant un peuple belliqueux et puissant. Vers les années 1800, ils chassent de la région les Kiowas et les Comanches qui émigrent alors vers le Sud, puis se tournent vers les Crows qui sont à leur tour chassés.
Dans cette conquête, la Confédération sioux s'est alliée aux Arapahos et aux Cheyennes. L'alliance formée par ces trois peuples, qui perdura tout au long du XIXe siècle, faisait des Sioux la puissance militaire la plus imposante des Plaines du Nord et leur assurera une suprématie dans le nord des plaines. Leurs ennemis traditionnels sont les Crows, les Pawnees, les Shoshones mais également les alliés de ces derniers, comme les Nez-Percés (bien qu'en 1877 les rescapés des Nez-Percés de chef Joseph sont accueillis par Sitting Bull au Canada), les Osages et bien d'autres.

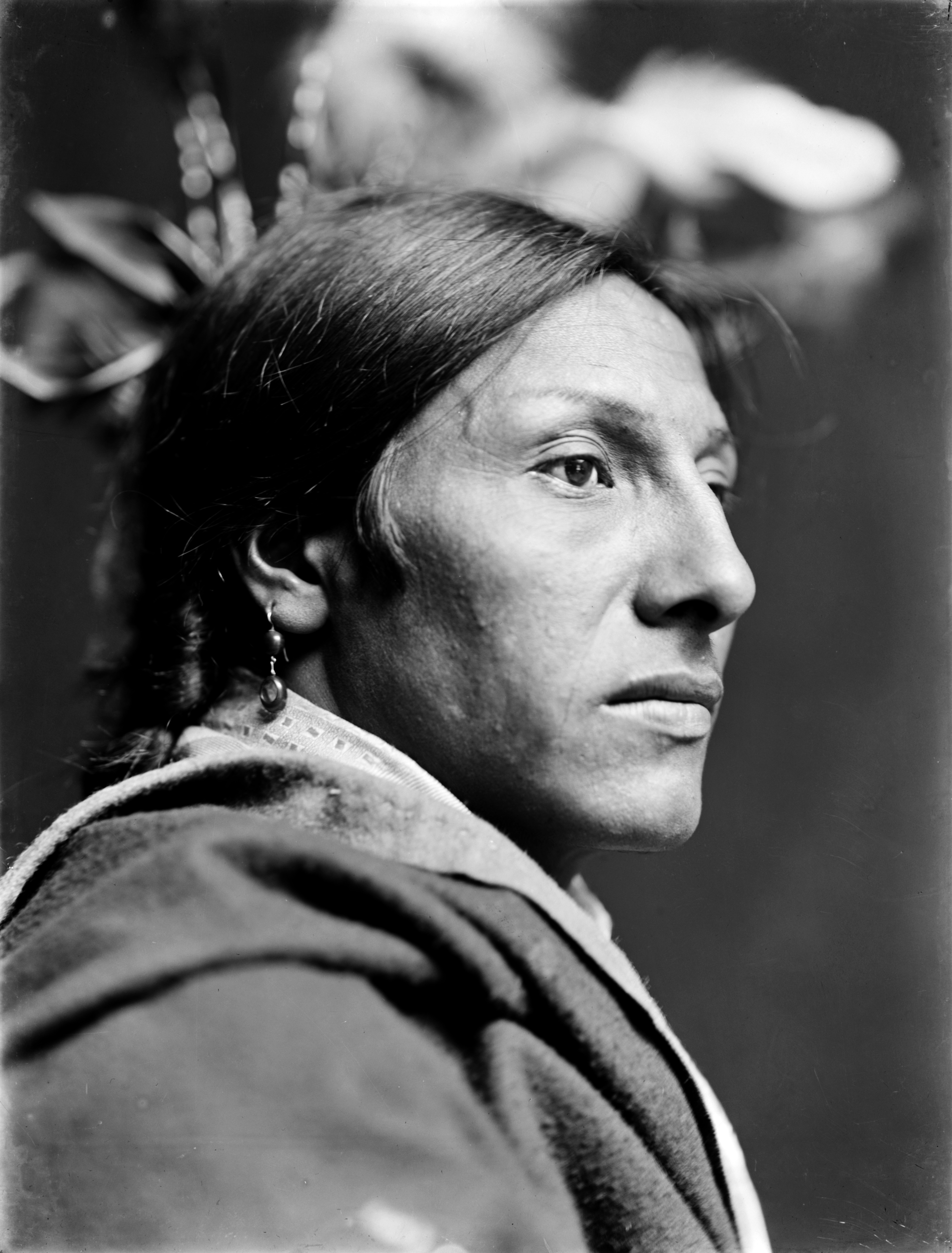
Amos Two Bulls, sioux dakota dans le Buffalo Bill's Wild West Show (1900), photographié par Gertrude Käsebier.

L'expédition Lewis et Clark, au début du XIXe siècle, permit aux Américains d'approfondir leurs connaissances sur les Sioux. À l'arrivée des colons américains dans les Grandes Plaines, dans les années 1830-1840, les Sioux occupaient ainsi un vaste territoire qui s'étendait depuis le Missouri jusqu'aux monts Big Horn (les actuels États du Dakota du Nord et du Dakota du Sud), ainsi que sur une partie du Minnesota, du Wyoming et du Nebraska.

### Guerres contre les Blancs

#### Premiers troubles (1840-1864)
Au début des années 1840, les premiers colons blancs traversent les plaines pour s'implanter dans l'Oregon. C'est la création de la piste de l'Oregon, qui est utilisée durant des années. Les migrations s'intensifient en 1849, avec la découverte d'or en Californie et la ruée qui s'ensuivit : des milliers de migrants traversent les territoires de chasse des Amérindiens. La piste est large de plusieurs centaines de mètres. Les migrants prélèvent le bois et la nourriture dont ils ont besoin sur leur passage dans les environs, abattant et faisant fuir le gibier et rasant les arbres alentour. Très rapidement, elle est marquée par des tombes de migrants morts durant le voyage et de carcasses d'animaux. Les Sioux voient donc d'un mauvais œil cette route. Le pire se produit quand, en 1849, les migrants transmettent aux Amérindiens le choléra. L'épidémie se répand dans les plaines comme une traînée de poudre, frappant de plein fouet les Cheyennes, les Sioux, les Kiowas, les Comanches, les Blackfeet, les Osages… Les tribus sont décimées et de plus en plus méfiantes vis-à-vis des Blancs.
En 1851, neuf tribus amérindiennes, parmi lesquelles les Sioux et les Cheyennes, signent avec le gouvernement des États-Unis le traité de Fort Laramie. En échange de 50 000 dollars d'annuité versés durant cinquante ans et de marchandises, les Amérindiens voient leurs territoires délimités sur une carte, autorisent la construction de routes et de forts dans les plaines et s'engagent à ne pas attaquer les migrants Blancs et à cesser les guerres tribales. La culture des Indiens des Plaines, la mauvaise volonté du gouvernement américain (le Congrès rectifie le versement des annuités de cinquante à dix ans au moment de la ratification du traité) feront que le traité ne sera jamais respecté.
En 1854, un détachement de 29 soldats américains attaque un camp de 4 000 Sicangus en prétextant un vol de bétail : le détachement est anéanti. Cet événement, nommé Affaire Grattan du nom du lieutenant qui dirige le détachement marque le début de la guerre des Sioux contre les États-Unis. En 1855, en répression à l'Affaire Grattan, un village lakota est attaqué par l'armée américaine, faisant une cinquantaine de morts.

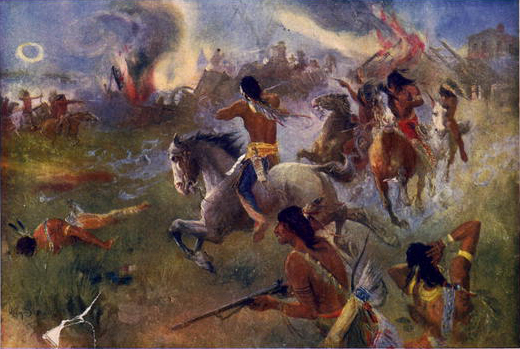
Représentation de la bataille de New Ulm lors de la guerre des Sioux de 1862 par Henry August Schwabe.

En août 1862, les Sioux Dakotas du Minnesota qui avaient perdu, à la suite de traités, les neuf dixièmes de leurs terres se révoltent sous la conduite de Little Crow. Un millier de colons et de soldats sont tués et plusieurs centaines de femmes et d'enfants sont faits prisonniers. La révolte est matée. Le 26 décembre 1862, 38 guerriers sont pendus pour leur implication dans les meurtres des colons. Il s'agit, encore aujourd'hui, de la plus grande exécution de masse de l'Histoire des États-Unis. Les Santees survivants sont faits prisonniers ou s'exilent dans l'Ouest pour rejoindre les Lakotas.
Le 29 novembre 1864, sept cents volontaires du Colorado sous les ordres du colonel Chivington massacrent plus de cent cinquante Cheyennes du Sud (dont une centaine de femmes et d'enfants) à Sand Creek. Le massacre révolte les Cheyennes qui, aux côtés des Sioux et des Arapahos, entrent en guerre contre les États-Unis.

#### Guerre de Red Cloud sur la piste du Bozeman (1865-1868)
En 1865, la découverte d'or dans le Montana Occidental entraîne une ruée vers l'or et la construction de la piste Bozeman, qui traverse les terrains de chasse des Sioux et Cheyennes de la vallée de la Platte River. De plus, la piste est gardée par trois forts. Les Sioux, les Cheyennes du Nord et les Arapahos coalisés mènent alors la guerre contre les Américains sous la conduite de chefs tels que Red Cloud.
Les Amérindiens soumettent dès lors la route et les forts qui la protège à une guérilla, attaquant chaque convoi de chariots, les ranches de la région et les relais de diligence, coupant les lignes télégraphiques et attaquant les détachements de soldats sans relâche. La guerre de Red Cloud sur la piste Bozeman trouve son point culminant lors de l'anéantissement de 81 soldats sous les ordres de Fetterman aux environs de Fort Phil Kearny : c'est la bataille de Fetterman. À la suite de cette défaite des États-Unis, le général Sherman écrit au président des États-Unis « Nous devons agir impitoyablement face aux Sioux allant même jusqu’à l’extermination des hommes, femmes et enfants. »
La route n'est désormais plus praticable, et en 1868, les Américains proposent aux Sioux la signature d'un traité qui leur serait avantageux. Une partie des chefs sioux le signe dès avril, Red Cloud attend que les forts soient abandonnés par l'armée pour s'assurer de la sincérité des Blancs, et les signe en novembre. Le traité de Fort Laramie de 1868 promet aux Sioux une immense réserve dans le Dakota et des droits de chasse dans le Montana mais surtout la propriété de leurs terres sacrées des Black Hills. Aucun Blanc, selon les termes du traité, ne pouvait s'introduire dans la réserve sans l'autorisation des Amérindiens. Seuls Sitting Bull et Crazy Horse refusent de signer le traité.

#### Guerre des Black Hills (1874-1877)
En 1874, alors que les États-Unis sont en pleine crise économique, des rumeurs courent et affirment que les Black Hills, la terre sacrée des Lakotas, sont riches en gisement aurifères. Une expédition, comptant des chercheurs d'or, des géologues… escortés par une troupe armée dirigée par le lieutenant-colonel George Armstrong Custer est alors lancée au cœur des Black Hills pour vérifier ces propos. Ce dernier ouvre une route que les Amérindiens surnommeront la Piste des Voleurs. En effet, de l'or est découvert et, violant le traité de Fort Laramie, des milliers de chercheurs d'or s'introduisent illégalement dans les Black Hills. Commence alors la guerre des Black Hills. Le gouvernement ne fait rien pour endiguer la ruée vers l'or, et les Amérindiens sous les ordres de Crazy Horse et de Sitting Bull lancent alors des raids contre les chercheurs d'or. En 1875, le gouvernement décide d'acheter les Black Hills aux Sioux. Ces derniers sont partagés : certains refusent catégoriquement la cession des Black Hills ; d'autres sont prêts à les vendre mais à un prix beaucoup plus élevé que celui proposé par le gouvernement américain.
L'échec des négociations entraîne de nombreux Sioux établis dans les réserves à rejoindre Sitting Bull et Crazy Horse pour faire la guerre contre les Blancs. Fin décembre, le gouvernement lance un ultimatum aux Amérindiens « hostiles » : ils ont jusqu'au 31 janvier 1876 pour regagner la réserve, au-delà, ils seront la cible de l'armée. Face à leur refus, le général Sheridan monte un plan pour encercler le village hostile qui compte désormais des Sioux, des Cheyennes et des Arapahos. Trois colonnes de chacune plus ou moins un millier d'hommes ont pour mission de ratisser le Montana. L'une, sous le commandement des généraux Terry et Gibbon doit longer la Little Bighorn du nord vers le sud ; une autre, commandée par le général Crook doit partir du Wyoming et remonter vers le nord ; la troisième, sous les ordres du lieutenant-colonel George Armstrong Custer doit descendre vers le sud en longeant la Rosebud. Les trois colonnes doivent finalement se retrouver au camp des hostiles et les prendre en tenaille.

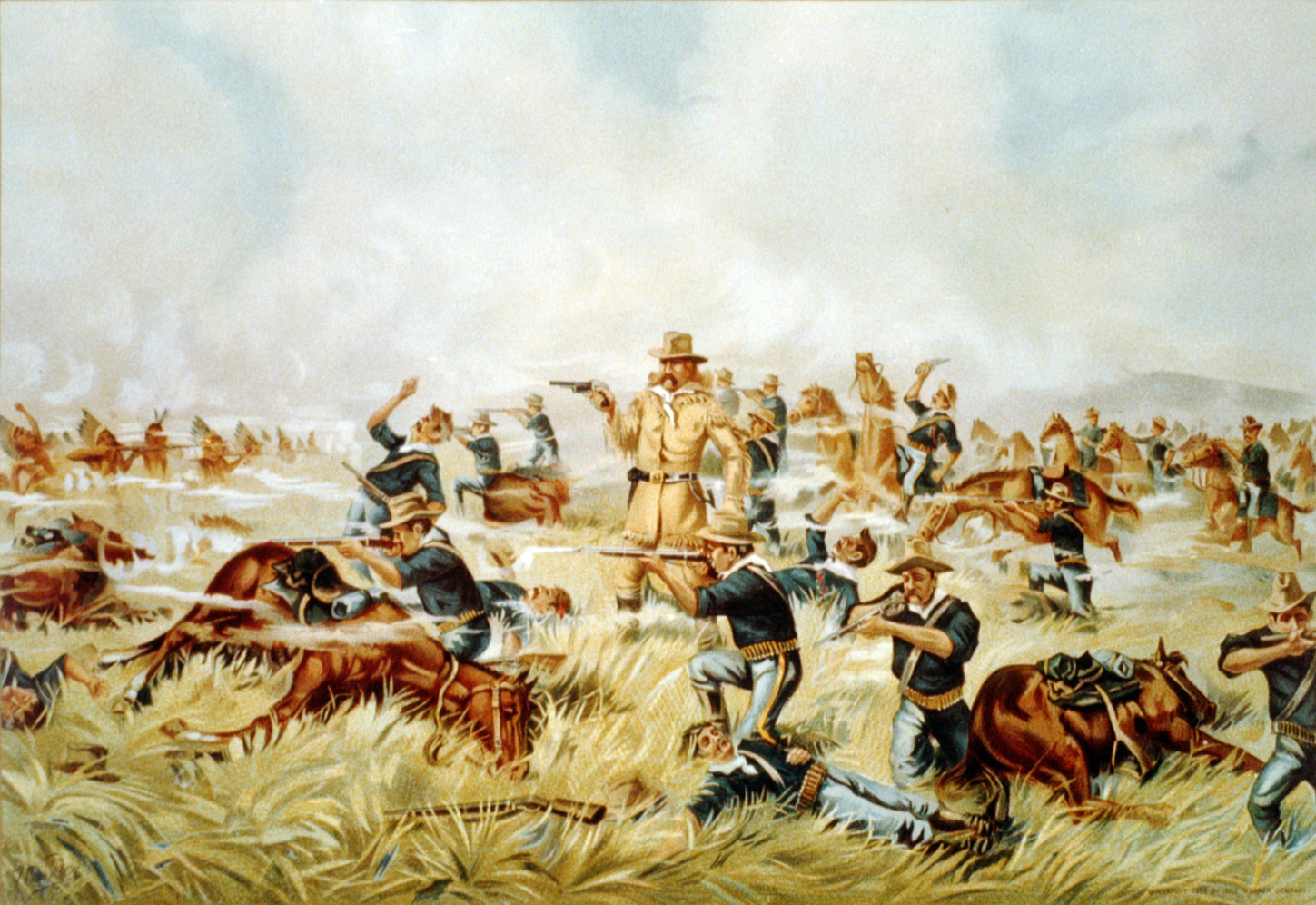
Représentation de la bataille de Little Bighorn.

La colonne du général Crook est défaite le 17 juin 1876 à la bataille de la Rosebud et bat en retraite. Le 25 juin 1876, le 7e de cavalerie, qui forme la colonne de Custer attaque le camp de Sitting Bull et de Crazy Horse sur la Little Bighorn. La coalition compte six à huit mille Amérindiens sioux, cheyennes et arapahos dont 1 500 à 2 000 guerriers. Le 7e de cavalerie est défait, 268 hommes sont tués dont le lieutenant-colonel George Armstrong Custer au cours de la légendaire bataille de Little Bighorn. Début juillet, le camp se disloque.
Dans les mois qui suivent, des milliers de soldats et de volontaires traquent les Amérindiens. L'hiver 1876-1877 est particulièrement rigoureux pour les Amérindiens. Petit à petit, ils rejoignent les réserves. Le 6 mai 1877, Crazy Horse se rend à fort Robinson avec 889 Oglalas, tandis que Sitting Bull se réfugie au Canada. Là, il prend la tête d'un rassemblement de 4000 Sioux. Cependant, la famine menace les Amérindiens et le camp se disloque, les Sioux retournent par petits groupes dans les réserves. Le 19 juillet 1881, Sitting Bull, poussé par la faim, retourne aux États-Unis et se rend avec 187 irréductibles. Il est emprisonné deux ans à Fort Randall avant de pouvoir rejoindre la réserve de Standing Rock.

### Vie sur les réserves (1877-1890)
Peu de temps après Little Bighorn les États-Unis s'emparent par la force des Black Hills.
Le Bureau des affaires indiennes qui gère les réserves est miné par la corruption : les stocks de marchandises et de nourriture prévus pour les Amérindiens sont en permanence détournés et très peu, souvent de piètre qualité, sont livrés aux Amérindiens. De plus, les agents des réserves sèment la discorde parmi les Amérindiens et les divisent. Red Cloud et Spotted Tail, jaloux de la renommée de Crazy Horse répandent des rumeurs sur son compte. Le 5 septembre 1877, il est arrêté et conduit en prison. Alors qu'il entre dans le bâtiment, il s'aperçoit qu'on veut le faire prisonnier et tente de fuir. Une sentinelle lui enfonce sa baïonnette dans l'abdomen. Le chef Oglala meurt dans la nuit.
Le gouvernement se lance alors dans une politique d'acculturation : les Amérindiens doivent se sédentariser et les vieilles coutumes tribales sont interdites. Le port des cheveux longs est interdit (alors que c'est un signe de virilité pour les hommes), la Danse du Soleil rendue illégale, les enfants sont envoyés dans des écoles où ils n'ont pas le droit de parler leurs langues maternelles. Mais surtout, les deux éléments centraux de la vie des Sioux sont supprimés : les bisons, de trente millions d'individus au début du XIXe siècle ne sont plus que quelques centaines confinés dans le parc national de Yellowstone ; les chevaux sont souvent confisqués, exterminés ou croisés avec des chevaux de bât. Afin de veiller à l'extinction des vieilles coutumes tribales une police indienne est créée dans les réserves. De nombreux jeunes hommes s'engagent et y voient une nouvelle source de prestige. L'alcoolisme, la misère, la faim et les maladies ravagent les populations. L'hécatombe démographique se poursuit.
La Grande Réserve sioux est éclatée et séparée en six petites réserves. En 1887, c'est le General Allotment Act, qui autorise le président des États-Unis à morceler les réserves : chaque célibataire reçoit 37 hectares et chaque famille 75 hectares, le reste étant ouvert à la colonisation.
Dans les années 1880, William Cody, dit Buffalo Bill, lance le Buffalo Bill's Wild West Show. Il s'agit de spectacles dans lesquels il présente la Conquête de l'Ouest et fonde le mythe de Custer. Ses représentations mettent en scène des Amérindiens et des blancs, qui jouent les thèmes fondateurs du western : l'attaque de la diligence ou de la cabane de colon… et bien sûr la dernière résistance de Custer. Il engage de nombreux Indiens dont Sitting Bull avec qui il fait une tournée dans l'Est en 1885. À partir de 1887, il fait plusieurs tournées en Europe accompagné d'Amérindiens. L'Oglala Black Elk participe à ces tournées et se rend à Londres en 1887.

### Danse des Esprits et le massacre de Wounded Knee (1890)

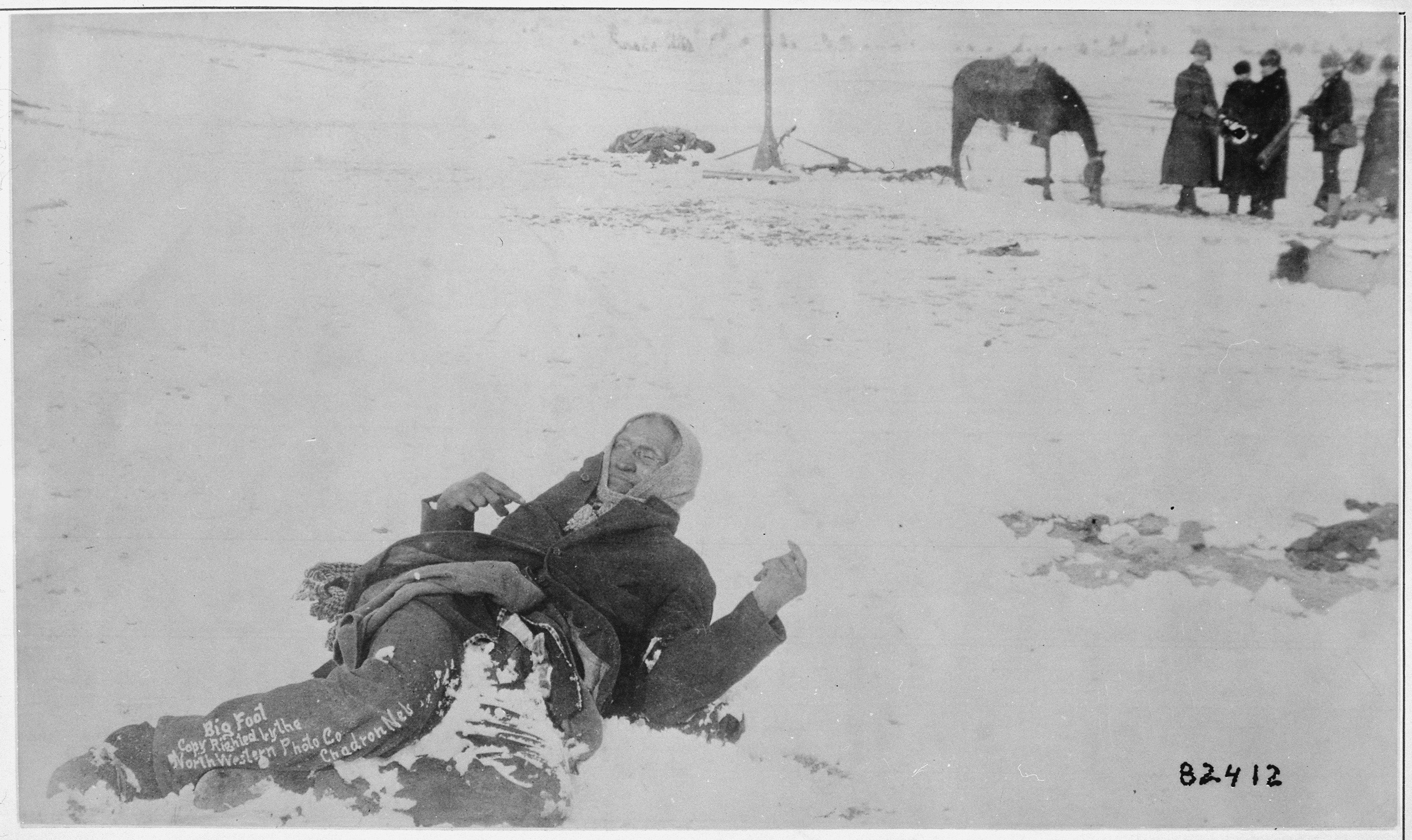
Corps de Big Foot dans la neige après le massacre de Wounded Knee.

Dans ce climat de misère et de désespoir, les Amérindiens adhèrent massivement à un nouveau mouvement : la Danse des Esprits. Un pasteur païute, Wovoka, annonce que les Blancs vont partir, le retour des bisons et de ceux qui sont morts. Les Danseurs de l'esprit revêtissent des chemises sacrées qui sont censées arrêter les balles et ne cessent de danser pour que la prophétie se réalise.
Bien que le mouvement soit pacifique, les Américains voient d'un mauvais œil cette agitation et craignent de nouveaux troubles. La Danse est rendue illégale mais rien n'y fait : les Amérindiens y adhèrent massivement. Le 15 décembre 1890, 43 policiers Sioux agissant sous les ordres du gouvernement encerclent la maison de Sitting Bull à Standing Rock pour l'arrêter. Le chef soutient en effet la Danse des Esprits. Ce dernier résiste et est abattu avec son fils et six de ses partisans, ainsi que six policiers amérindiens.
Le 29 décembre 1890, une bande de danseurs de l'Esprit Minneconjous dirigés par le chef Big Foot est encerclée par le 7e de cavalerie dans la réserve de Pine Ridge dans le Dakota du Sud. Les guerriers sont désarmés mais certains résistent, persuadés que les chemises qu'ils portent les protégeront des balles. Un coup de feu est tiré. Les soldats ouvrent le feu. Trois cents hommes, femmes et enfants sont massacrés, dont le chef Big Foot. Le massacre de Wounded Knee met un terme sanglant à la Danse des Esprits et aux guerres indiennes. Dans les jours qui suivent, des bandes de guerriers se révoltent et attaquent les soldats dans la réserve pour venger les morts de Wounded Knee. Le 15 janvier 1891, les derniers combattants déposent les armes.

### XXIesiècle: le mouvement indépendantiste
Le 20 décembre 2007, un groupe d'activistes, la Lakota Freedom Delegation, a déclaré rompre officiellement les traités signés avec les États-Unis, les considérant sans valeur pour avoir été violés maintes fois par les États-Unis. Il a affirmé ainsi sa souveraineté sur les cinq États du Dakota du Nord, du Dakota du Sud, du Montana, du Nebraska et du Wyoming pour former la République Lakota. Son meneur, Russell Means, est décédé en 2012, après avoir été battu aux élections tribales et sans avoir autrement concrétisé ses revendications.

## Sioux célèbres

### Historiques
- Tashunca-Uitco (Tȟašúŋke Witkó - Cheval fou, en anglais Crazy Horse), grand chef oglala, un des principaux résistants face à la civilisation des États-Unis.
- Wičháša Tȟáŋkala (en), dit Petit grand homme, en anglais Little Big Man, lieutenant du précédent.
- Thaóyate Dúta, « Sa nation rouge », mieux connu comme Little Crow, chef de guerre sioux mdewakanton dans le « soulèvement sioux » de 1862.
- Matȟó Watȟákpe alias John Grass, chef sihásapa ayant conduit en 1873 la dernière bataille entre autochtones.
- Iŋkpáduta ou Inkpaduta, dit Scarlet Point, chef de guerre sioux wahpekute, ennemi irréductible des Américains actif de 1857 à 1876.
- Siŋté Glešká (Spotted Tail), grand chef sioux brulé, favorable à l'intégration dans la civilisation des Blancs.
- Maȟpíya Lúta (Red Cloud), grand chef sioux oglala, vainqueur de la « guerre de Red Cloud » (1866-1868), ensuite favorable à l'intégration dans la civilisation des Blancs.
- Tȟatȟáŋka Íyotake (Sitting Bull), grand chef sioux hunkpapa, un des principaux résistants face à l'armée américaine.
- Wašíčuŋ Tȟašúŋke (American Horse), chef lakota oglala (1840-1908).
- Waŋblí Ayútepiwiŋ (Eagle Woman), militante et diplomate lakota.
- Colonel Gregory Boyington, pilote américain de la Seconde Guerre mondiale, d'origine sioux.

### Contemporains
- Ella Cara Deloria (1889-1981), ethnologue
- Vine Deloria, Jr. (1933-2005), auteur et activiste politique.
- Illinois Jacquet, jazz saxophoniste (moitié sioux, moitié créole)
- Russell Means, activiste indépendantiste, membre de l'AIM , et acteur de cinéma.
- John Trudell, activiste politique, membre de l'AIM, acteur, poète, écrivain, musicien et chanteur.
- Eddie Spears (en), acteur
- Michael Spears, acteur, musicien et activiste culturel et social.
- Leonard Peltier, membre de l'AIM, emprisonné à vie, après qu'il a été accusé, sur de fausses preuves,  d'avoir tué deux agents du FBI en 1975.
- Irving Baxter (25 mars 1876 – 13 juin 1957), athlète américain qui réussit l'exploit de remporter cinq médailles dont deux en or (au saut à la perche et au saut en hauteur avec élan[37]) et trois en argent aux Jeux olympiques de Paris en 1900.
- Amber Midthunder, actrice

## Prénoms sioux
Les Sioux ont donné des prénoms qui prennent souvent ancrage dans la nature qui les entoure, dans les forces surnaturelles qu'ils perçoivent, dans les qualités des personnes, ou bien dans d'autres évènements de la vie, souvent liés à la naissance. Tout comme l'ensemble des peuples amérindiens dont l'étymologie des prénoms nord-amérindiens est similaire.
- Abey : prénom féminin signifie « feuille » - Tribu Omaha.
- Chumani : prénom féminin qui signifie « goutte de rosée ».
- Eyota : prénom féminin qui signifie « la meilleure ».
- Migina : prénom féminin qui signifie « lune descendante » - Tribu Omaha.
- Winona : prénom féminin qui signifie « fille première née ».

## Influence sur la toponymie
Deux États des États-Unis, le Dakota du Nord et le Dakota du Sud portent le nom de la tribu Dakota. Deux autres États ont des noms d'origine sioux : le Minnesota (« mni » - « eau », et « sota » - « brumeux/fumeux, pas clair ») et le Nebraska dont le nom provient d'un langage proche du Santee, dans lequel « mni » et « blaska » (« plat ») font référence à la rivière Platte (nom français). Les États du Kansas, de l'Iowa et du Missouri portent les noms de tribus cousines des Sioux, respectivement les Kansa, les Iowa et les Missouri, tout comme les villes Omaha dans le Nebraska et Ponca City dans l'Oklahoma. Ces noms démontrent la large dispersion des peuples sioux dans le Midwest.
Plusieurs municipalités du Midwest utilisent le mot « sioux » dans leur nom : Sioux City, Sioux Center (Iowa) et Sioux Falls (Dakota du Sud), il en est de même du nom de certaines rivières Little Sioux dans l'Iowa et Big Sioux qui marque la frontière entre l'Iowa et le Dakota du Sud.
Une ville de Caroline du Nord a également utilisé un acronyme sioux pour nommer son quartier résidentiel : Pokep (ce qui veut signifier l'accord en langage traditionnel, retranscrit en un signe d’approbation tel que « d'accord », « dacc' » ou bien « OK », de nos jours)[réf. nécessaire]
Des villes de moindre importance et des entités géographiques des Plaines du Nord portent des noms d'origine sioux ou des traductions de noms sioux comme Wasta, Owanka, Oacoma, Hot Springs (Minnelusa), Minnehaha County, Belle Fourche (Mniwasta, ou « Bonne eau »), Inyan Kara, etc.

## «Ruse de Sioux»
La tribu sioux a donné son nom à l'expression française « rusé comme un Sioux », qui signifie être particulièrement malin.